# Liste der Mitglieder der National Academy of Sciences/1884
Im Jahr 1884 wählte die National Academy of Sciences der Vereinigten Staaten 5 Personen zu ihren Mitgliedern.

## Neugewählte Mitglieder
- William Keith Brooks (1848–1908)
- Cyrus B. Comstock (1831–1910)
- Edward S. Dana (1849–1935)
- Clarence Dutton (1841–1912)
- Sidney Irving Smith (1843–1926)